# Doreen Nixdorf
Doreen Nixdorf (* 16. Februar 1972 in Wolfen) ist eine deutsche Schauspielerin.

## Leben
Von 1993 bis 1997 absolvierte Doreen Nixdorf eine künstlerische Ausbildung an der Hochschule für Musik, Theater und Medien Hannover und debütierte im Jahr ihres Abschlusses am Staatstheater Hannover, dessen Ensemble sie bis 1999 angehörte. Danach hatte sie ein Engagement am Wiener Burgtheater, ging dann ans Hamburger Thalia Theater, wo sie bis 2006 auf der Bühne stand. Zwischen 2009 und 2014 war Nixdorf am Hessischen Staatstheater Wiesbaden verpflichtet, seit der Spielzeit 2014/15 ist ihre Wirkungsstätte das Theater Bielefeld.
Bekannte Rollen in Nixdorfs Laufbahn waren bislang Lisbeth Kohlhaas in Michael Kohlhaas nach der gleichnamigen Novelle von Heinrich von Kleist, Shen Te und Shui Ta in Bertolt Brechts Der gute Mensch von Sezuan, Gräfin Orsina in Emilia Galotti von Gotthold Ephraim Lessing, Olga in Anton Tschechows Die drei Schwestern und Elizabeth Proctor in Arthur Millers Hexenjagd.
Nach ihrem Kameradebüt arbeitet Doreen Nixdorf seit Beginn der 2000er-Jahre auch immer wieder für Film und Fernsehen, überwiegend als Gastdarstellerin in bekannten Serien. Daneben leiht sie ihre Stimme Figuren in Computerspielen. Sie lebt in Bielefeld.

## Filmografie
- 1998: Ein Volksfeind
- 2003: Das verräterische Collier
- 2003: Broti & Pacek – Irgendwas ist immer – Waschen, schneiden, umlegen
- 2006: Tatort – Schattenspiele
- 2006: Die Frau am Ende der Straße
- 2006: 3 Engel auf der Chefetage
- 2007: Elvis und der Kommissar (3 Folgen als Dr. Sylvia Paulus)
- 2008: Unschuldig – Machtspiele
- 2008: Großstadtrevier – Das Erfolgsgeheimnis
- 2009: Stralsund – Mörderische Verfolgung
- 2009: Notruf Hafenkante – Immer Ärger mit Nele
- 2009: Krimi.de – Finderlohn
- 2013: Arnes Nachlass
- 2014: Kommissarin Heller: Tod am Weiher
- 2015: NinetyTwo
- 2015: Harter Brocken
- 2017: Hubert und Staller – Blackout
- 2022: Schule am Meer – Frischer Wind
- 2025: Ganzer halber Bruder